# Conservation des espèces et des populations animales
 (mars 2024).
Pour le concept, voir Conservation des espèces.
La Conservation des Espèces et des Populations Animales (CEPA) est une association loi de 1901, créée en France en 1997 sur le modèle de l'association allemande ZGAP, qui contribue à la protection d'espèces gravement menacées et peu connues.
La CEPA est membre associé de l'EAZA. Elle édite deux fois par an un magazine d'information pour ses membres : Le CEPA Magazine.
L'association a cessé ses activités en juin 2013.

## Objectifs
L'association s'est fixé deux objectifs :
- soutenir scientifiquement et financièrement des projets de conservation de populations animales à long terme dans leur milieu naturel
- participer à des programmes complémentaires d’élevage.

Une attention toute particulière est portée à la faune des Départements et Territoires Français d’Outre-Mer et des pays francophones.
À la différence de sa grande sœur allemande qui permet l'adhésion de membres à titre individuel, la CEPA ne recense que des noms collectifs de parcs zoologiques. Aujourd'hui, le nombre de ces membres s'élève à 20. L'action de la CEPA se distingue également des grands programmes internationaux type EAZA par sa participation à des programmes de conservation in situ.
En 2002, l’UICN a recensé plus de 5 435 espèces animales menacées d’extinction, et plus de 800 espèces ont déjà disparu au cours des quatre derniers siècles. À l'origine de ces disparitions de nombreux animaux, on retrouve les trois principales causes que sont la destruction des habitats naturels, une exploitation commerciale excessive et la chasse abusive.
Si de nombreuses espèces animales sont menacées, beaucoup d’entre elles sont négligées car méconnues. En effet, alors que les animaux de grande de taille et spectaculaires tels que les éléphants, les gorilles ou les pandas, font l’objet de programmes de protection bien médiatisés et dotés de gros budgets, beaucoup d’autres espèces à répartition géographique limitée, plus discrètes et moins connues et qui sont également gravement menacées ne se voient attribuer que bien peu d'intérêt. Ce sont certaines de ces espèces que la CEPA s’efforce de sauvegarder.

## Programmes de sauvegarde
- Étude écologique et conservation du capucin à poitrine jaune au Brésil
- Étude et conservation de la loutre géante en Guyane française
- Étude et conservation de l’ara à front rouge (ara de fresnaye) en Bolivie
- Conservation du cercopithèque à ventre rouge au Bénin
- WAPCA en Côte d'Ivoire
- Conservation du Francolin de Djibouti (ou Francolin de Day) à Djibouti
- Étude de la biologie et du statut du Touraco de Zanzibar au Kenya
- Recherche du Galago de Marsabit au Kenya
- Réhabilitation écologique des petites îles des Seychelles : le cas de l'île Anonyme
- Urgence pour le loup d'Éthiopie
- Étude de la biologie et du statut du Perroquet à face jaune en Éthiopie
- Étude des effets de la fragmentation de la forêt malgache sur les populations de propithèques de Tattersall au nord-est de Madagascar
- Conservation de la faune des forêts sèches d'Analabé au sud-ouest de Madagascar
- Statut et conservation du gibbon de Hainan en Chine
- Sauvegarde de la gazelle de Przewalski en Chine centrale
- Étude et conservation du garrulaxe du Père Courtois en Chine du Sud
- Conservation du gavial du Gange au Népal
- Sauvegarde du cacatoès des Philippines
- Programme de conservation de la panthère de l'Amour en Russie
- Protection de l’avifaune polynésienne
- Impact des mammifères introduits sur les populations de cagous et de perruches de Nouvelle-Calédonie
- Sauvegarde de la perruche d'Ouvéa en Nouvelle-Calédonie
- Sauvegarde du cerf moucheté du Prince Alfred aux Philippines
- Sauvegarde du lémur aux yeux turquoise de Madagascar